# Loschwitz
Loschwitz är en stadsdel i Dresden i Sachsen, Tyskland. Det är en av Dresdens utpräglade villastadsdelar. Tidigare var det en känd kurort.
Här finns Schwebebahn Dresden, vilket är världens äldsta hängbana.

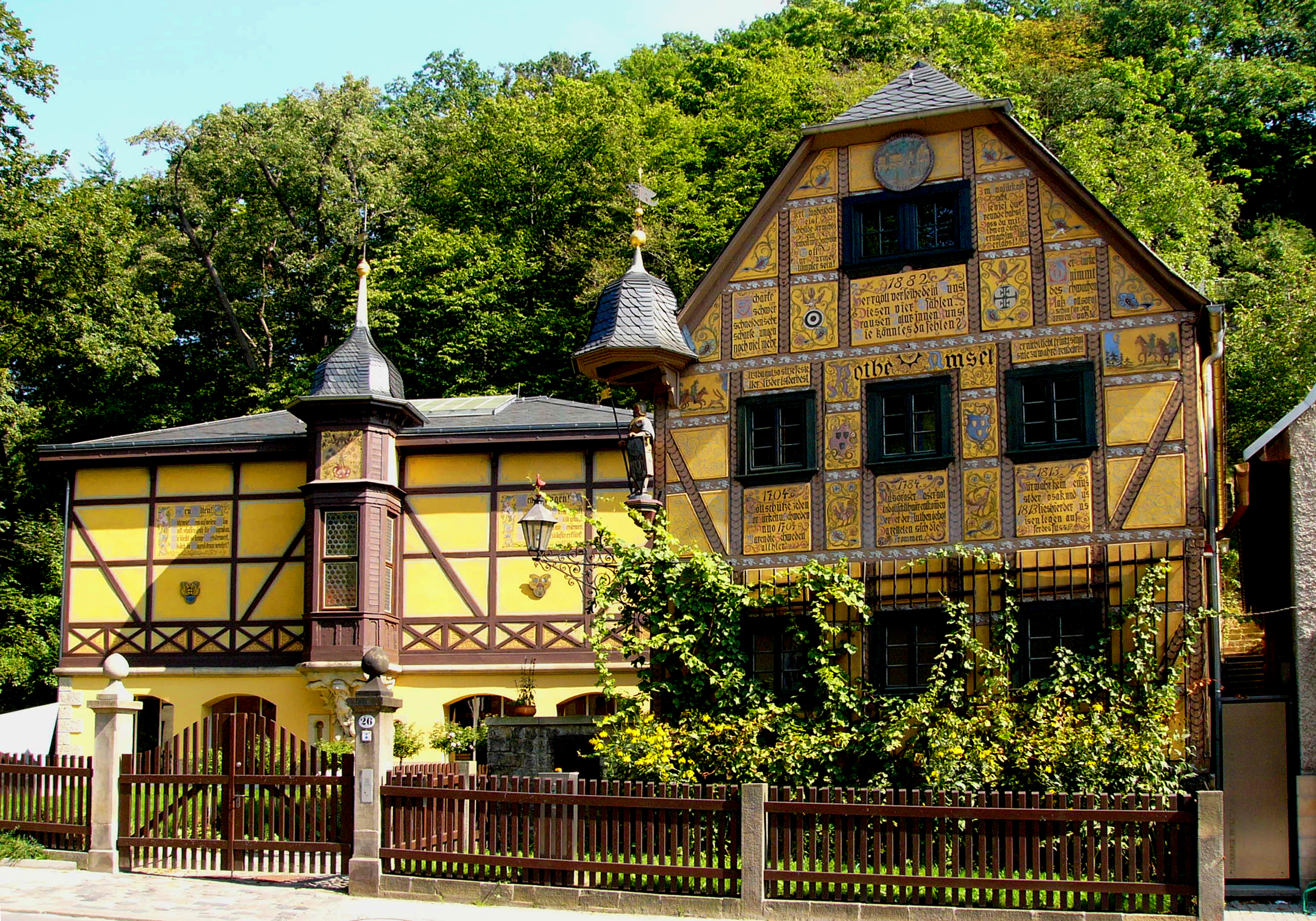